# Trechona diamantina
Espèce
Trechona diamantina est une espèce d'araignées mygalomorphes de la famille des Dipluridae.

## Distribution
Cette espèce est endémique du Minas Gerais au Brésil,. Elle se rencontre dans des grottes à Diamantina.

## Description
Le mâle holotype mesure 20,4 mm et la femelle paratype 24,1 mm.

## Étymologie
Son nom d'espèce lui a été donné en référence au lieu de sa découverte, Diamantina.

## Publication originale
- Guadanucci, Fonseca-Ferreira, Baptista & Pedroso, 2016 : An unusual new species of Trechona (Araneae: Mygalomorphae: Dipluridae), from quartzitic caves of the Diamantina Plateau, Minas Gerais, Brazil, with a key to the known species. Journal of Natural History, vol. 50, no 39/40, p. 2487-2497.